# Sede Rai di Trento
La Sede Rai di Trento è il centro di produzione radiotelevisiva regionale della Rai nella provincia autonoma di Trento.

## Storia
La sede Rai di Trento nasce il 1º agosto 1976 con l'Ordine di Servizio Rai n. 402/7, ma la Rai era già presente nella primavera del 1966 con la prima trasmissione delle notizie giornalistiche radiofoniche della Radio Bolzano.
Dal 1976 al 1980 furono create la Redazione Giornalistica e la Struttura di Programmazione.

## Direzione
Direttore dell'intera sede regionale Rai di Trento è Sergio Pezzola, dal 2009.

## Televisione

### Programmi
- Rai Trentino
- Buongiorno Regione
- Il Settimanale
- TG Regione

### Collaborazioni
La Sede Rai di Trento lavora in collaborazione con la Sede Rai di Bolzano per la struttura Rai Alto Adige (lingua italiana).